# Giro di Svizzera 1964
Il Giro di Svizzera 1964, ventottesima edizione della corsa, si svolse dall'11 al 17 giugno 1964 per un percorso di 1 264 km, con partenza da Murten/Morat e arrivo a Losanna. Il corridore svizzero Rolf Maurer si aggiudicò la corsa concludendo in 34h30'25".
Dei 63 ciclisti alla partenza arrivarono al traguardo in 46, mentre 17 si ritirarono.

## Tappe
| Tappa  | Data      | Percorso                               | km    | Vincitore di tappa      | Leader cl. generale |
| ------ | --------- | -------------------------------------- | ----- | ----------------------- | ------------------- |
| 1ª     | 11 giugno | Murten/Morat > Küssnacht               | 195   | Lionel Van Damme        | Lionel Van Damme    |
| 2ª     | 12 giugno | Küssnacht > Delémont                   | 191   | Rolf Maurer             | Rolf Maurer         |
| 3ª     | 13 giugno | Delémont > Basilea (cron. individuale) | 71    | Rolf Maurer             | Rolf Maurer         |
| 4ª     | 14 giugno | Basilea > Pfäffikon                    | 154   | Werner Weber            | Rolf Maurer         |
| 5ª     | 15 giugno | Pfäffikon > Glarona                    | 158   | José-Martin Colmenarejo | Rolf Maurer         |
| 6ª     | 16 giugno | Näfels > Locarno                       | 237   | Werner Weber            | Rolf Maurer         |
| 7ª     | 17 giugno | Pallanza (ITA) > Losanna               | 258   | Robert Hagmann          | Rolf Maurer         |
| Totale | Totale    | Totale                                 | 1 264 |                         |                     |

## Dettagli delle tappe

### 1ª tappa
- 11 giugno: Murten/Morat > Küssnacht – 195 km

Risultati
| Pos. | Corridore           | Squadra  | Tempo    |
| ---- | ------------------- | -------- | -------- |
| 1    | Lionel Van Damme    | Flandria | 4h57'19" |
| 2    | Mino Bariviera      | Carpano  | s.t.     |
| 3    | Giovanni Bettinelli | Ignis    | s.t.     |

### 2ª tappa
- 12 giugno: Küssnacht > Delémont – 191 km

Risultati
| Pos. | Corridore         | Squadra | Tempo    |
| ---- | ----------------- | ------- | -------- |
| 1    | Rolf Maurer       | Cynar   | 5h03'45" |
| 2    | Dario Da Rugna    | Tigra   | s.t.     |
| 3    | J. M. Colmenarejo | Inuri   | s.t.     |

### 3ª tappa
- 13 giugno: Delémont > Basilea – Cronometro individuale – 71 km

Risultati
| Pos. | Corridore        | Squadra | Tempo    |
| ---- | ---------------- | ------- | -------- |
| 1    | Rolf Maurer      | Cynar   | 1h49'19" |
| 2    | Franco Balmamion | Cynar   | a 1'28"  |
| 3    | Alfred Rüegg     | Tigra   | a 3'25"  |

### 4ª tappa
- 14 giugno: Basilea > Pfäffikon – 154 km

Risultati
| Pos. | Corridore      | Squadra | Tempo    |
| ---- | -------------- | ------- | -------- |
| 1    | Werner Weber   | Cynar   | 3h45'08" |
| 2    | Kurt Gimmi     | Cynar   | a 42"    |
| 3    | Mino Bariviera | Carpano | a 4'06"  |

### 5ª tappa
- 15 giugno: Pfäffikon > Glarona – 158 km

Risultati
| Pos. | Corridore         | Squadra | Tempo    |
| ---- | ----------------- | ------- | -------- |
| 1    | J. M. Colmenarejo | Inuri   | 4h29'48" |
| 2    | Rolf Maurer       | Cynar   | a 4'25"  |
| 3    | Italo Zilioli     | Carpano | s.t.     |

### 6ª tappa
- 16 giugno: Näfels > Locarno – 237 km

Risultati
| Pos. | Corridore       | Squadra  | Tempo    |
| ---- | --------------- | -------- | -------- |
| 1    | Werner Weber    | Cynar    | 6h04'50" |
| 2    | Huub Zilverberg | Flandria | a 20"    |
| 3    | Vittorio Casati | Carpano  | a 27"    |

### 7ª tappa
- 17 giugno: Pallanza (ITA) > Losanna – 258 km

Risultati
| Pos. | Corridore       | Squadra  | Tempo    |
| ---- | --------------- | -------- | -------- |
| 1    | Robert Hagmann  | Tigra    | 8h06'25" |
| 2    | Walter Villiger | Gritzner | s.t.     |
| 3    | Alfred Rüegg    | Tigra    | s.t.     |

## Classifiche finali

### Classifica generale
| Pos. | Corridore            | Squadra  | Tempo     |
| ---- | -------------------- | -------- | --------- |
| 1    | Rolf Maurer          | Cynar    | 34h30'25" |
| 2    | Franco Balmamion     | Cynar    | a 1'58"   |
| 3    | Italo Zilioli        | Carpano  | a 4'01"   |
| 4    | Werner Weber         | Cynar    | a 7'40"   |
| 5    | J. M. Colmenarejo    | Inuri    | a 10'07"  |
| 6    | Antonio G. del Moral | Ignis    | a 12'36"  |
| 7    | René Binggeli        | Tigra    | a 13'19"  |
| 8    | Germano Barale       | Carpano  | a 13'32"  |
| 9    | Robert Hagmann       | Tigra    | a 15'07"  |
| 10   | Huub Zilverberg      | Flandria | a 17'09"  |

### Classifica scalatori
| Pos. | Corridore            | Squadra | Punti |
| ---- | -------------------- | ------- | ----- |
| 1    | Rolf Maurer          | Cynar   | 38,5  |
| 2    | Franco Balmamion     | Cynar   | 34    |
| 3    | Antonio G. del Moral | Ignis   | 33,5  |
| 4    | Robert Hagmann       | Tigra   | 24    |
| 5    | Italo Zilioli        | Carpano | 18,5  |

### Classifica a punti
| Pos. | Corridore      | Squadra | Punti |
| ---- | -------------- | ------- | ----- |
| 1    | Rolf Maurer    | Cynar   | 43    |
| 2    | Werner Weber   | Cynar   | 58    |
| 3    | Italo Zilioli  | Carpano | 65    |
| 4    | Robert Hagmann | Tigra   | 66    |
| 5    | René Binggeli  | Tigra   | 68    |

### Classifica squadre
| Pos. | Squadra | Tempo      |
| ---- | ------- | ---------- |
| 1    | Cynar   | 103h40'09" |
| 2    | Ignis   | a 18'22"   |
| 3    | Carpano | a 22'22"   |